# Ein dunkler Geist
Ein dunkler Geist (Alternativtitel: Wiege des Grauens; Originaltitel: The Darkling) ist ein US-amerikanischer Horrorfilm aus dem Jahr 2000. Regie führte Leong Po-Chih, das Drehbuch schrieben Preston Sturges junior und Dario Scardapane.

## Handlung
Die Frau des Automechanikers Jeff Obold wird in einem Autounfall getötet. Obold lernt den vermögenden Bruno Rubin kennen, mit dem er sich anfreundet. Er erfährt, dass Rubin von einem bösartigen Geist unterstützt wird, der den Keller seines Hauses bewohnt. Mit der Zeit wird Obold von dem Geist beherrscht.

## Kritiken
Das Lexikon des internationalen Films schrieb, Ein dunkler Geist sei ein „in allen Belangen mediokrer Horrorfilm, der sich zum Ende hin zur unfreiwilligen Genre-Parodie“ entwickle.
Die Zeitschrift Cinema schrieb, der Film sei „Wenig Furcht einflößend“.

## Auszeichnungen
Der Film wurde im Jahr 2001 für den Tonschnitt für den Golden Reel Award der Motion Picture Sound Editors nominiert.

## Hintergründe
Der Film wurde in Salt Lake City gedreht. Er wurde zuerst im US-amerikanischen Fernsehen am 14. August 2000 ausgestrahlt; in Spanien wurde er im November 2004 zuerst auf DVD veröffentlicht.